# Dhal (arma)

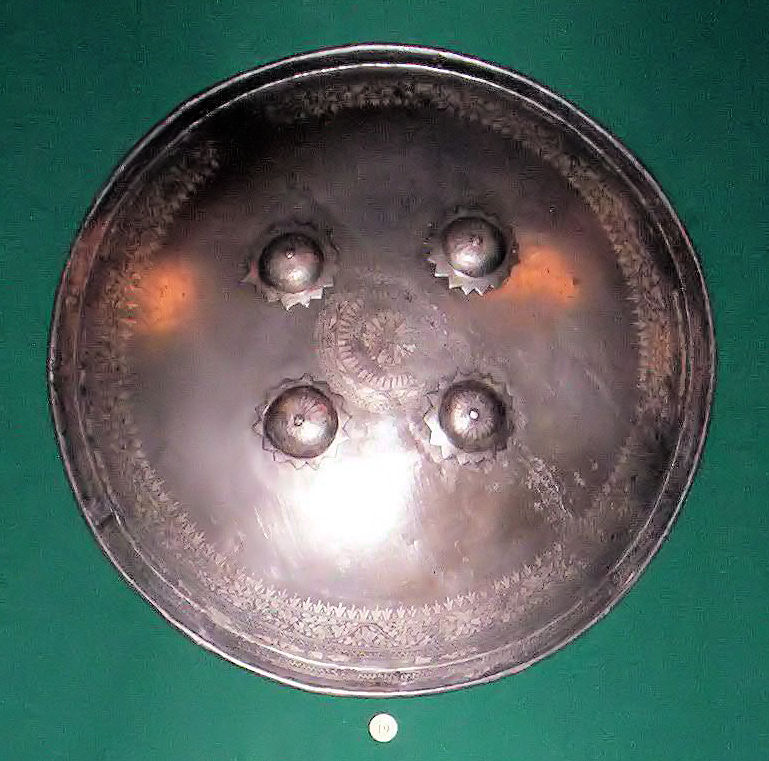
Un Dhal

Il dhal è un tipico scudo indo-persiano antecedente al XVIII secolo. Ha un aspetto inconfondibile, soprattutto perché è perfettamente rotondo e intorno al centro ha quattro umboni disposti a quadrato, che proteggono le due maniglie dietro (a volte tre, delle quali una è una cinghia per il braccio). Il dhal veniva sostenuto con una mano sola, mettendo in tensione le cinghie e permettendo una presa molto salda, con un cuscinetto per proteggere le nocche tra di loro (schema copiato solo nel Targe scozzese), ed in generale è tra i 20 e i 60 cm di diametro.
Questo scudo era molto diffuso tra i Rajput e in generale tra i soldati Indiani prima dell'avvento della polvere da sparo. Fu usato anche durante la dominazione britannica, seppur meno frequentemente.
In generale era fatto di pelle (di rinoceronte, bufalo o elefante) e decorato con pittura, o acciaio, quasi sempre coperto di disegni, iscrizioni e con lamine d'oro o d'argento disposte in motivi complessi. Non doveva essere particolarmente pesante date le dimensioni ridotte, ma offriva una ottima protezione, senza ingombrare il guerriero (ci sono dei rari esempi di scudi in tartaruga o altri materiali, ma meno comuni).